# Jean Le Royer
Pour les articles homonymes, voir Le Royer.
Jean Le Royer est graveur du Roi avant de devenir imprimeur-libraire, avec le titre d'Imprimeur du roi à partir de 1560. Il est le beau-frère d'Aubin Olivier.
Il travaille à Genève dans les années 1570-1580, où il imprime notamment des éditions musicales à la sollicitation de Simon Goulart.
En 1564, il imprime Dix livres de la chirurgie, avec le magasin des instrumens nécessaires à icelle d'Ambroise Paré.